# Bororové
Bororové (také Boe, Otuques, Coroados nebo Orarimogodo) je jihoamerické domorodé etnikum. Počet jeho příslušníků se odhaduje mezi jedním a dvěma tisíci, obývají brazilské státy Mato Grosso a Goiás, jejich osídlení částečně zasahuje rovněž na území Bolívie. Hovoří bororštinou, která patří do jazykové rodiny Makro-Žé a zapisuje se latinkou. Všichni Bororové mají krevní skupinu 0.
Bororové obývali zalesněnou plošinu okolo horního toku řeky Paraguay již před sedmi tisíci lety. K prvnímu kontaktu s evropskou civilizací došlo v 17. století, boje s vetřelci a zavlečené choroby vedly k výraznému snížení populace a jejímu rozdělení na západní a východní část. Zbytky kmene žijí v osmi vesnicích s domy uspořádanými do kruhu kolem centrálního prostranství, které dalo národu jméno (bororo znamená v jejich řeči „náves“). Původní lovecký a sběračský způsob života doplnili Bororové o žďárové zemědělství, pěstují kukuřici, rýži a maniok jedlý.
Společnost Bororů je organizována na principu matrilineárních moiet zvaných ecause a tugarége. Ačkoli formálně většina příslušníků přijala křesťanství, udržují se prvky původního totemistického náboženství a s ním spojené tajné rituály iniciace, pohřbů nebo oslavy sklizně. Při slavnostních příležitostech se Bororové zdobí barevným malováním těla, propichováním rtů, proutěnými návleky na penis i rozměrnými čelenkami z peří papoušků ara. Jako zruční řemeslníci vyrábějí kamenné sekyry i hudební nástroj poari, vyvinuli také deskovou hru adugo.
Způsob života Bororů studovali Alberto Vojtěch Frič, Claude Lévi-Strauss, Aloha Wanderwellová nebo Vladimír Kozák. Z tohoto etnika pocházel Cândido Rondon, přední bojovník za práva původních obyvatel Brazílie.